# George C. Cantacuzino-Râfoveanu
Gheorghe Cantacuzino-Râfoveanu (n. 16 martie 1845, Ploiești; d. 9 decembrie 1898, București) a fost ministru de finanțe al României între anii 1895-1898.

## Din presa vremii
În ziarul Tribuna Poporului Nr. 234, 12 (24) Decemvrie 1898, care apărea la Arad, la Pag. 1138 apărea știrea cu titlul „Moartea lui G. Cantacuzino” (reprodusă cu ortografia din acea vreme):
Fostul ministru al visteriei României a murit înspre dimineața zilei de Mercuri 21 Decembre. Țeara întreagă îl jelește. Dăm mai la vale câteva note biografice asupra morții (sic!) marelui bărbat.
George C. Cantacuzino s-a născut la Ploești în Martie 1845. Studiile și le-a făcut la Paris, de unde s’a întors eu diploma de licențiat în matematici.
Intrat de tânăr în viață, mai bine zis, în lupta politică, el a fost unul dintre intimii lui Ioan C. Brătianu, a cărui deplină încredere și-o câștigase.
La 1877 George Cantacuzino a debutat în cariera administrativă ca secretar general al ministeriului de finanțe.
Când statul român a luat în seama sa monopolurile, Gh. Cantacuzino a fost numit director al regiei; ear’ când s'au răscumpărat căile ferate, a fost numit director al acestei importante administrațiuni.
După retragerea lui Ioan Brătianu, Cantacuzino a intrat în mișcarea politică și, după îndemnul celui dintêiu, se hotărî să ia direcția „Voinței Naționale” pe care acondus-o până în 1895 când, partidul liberal revenind la putere, a intrat ca ministru de finanțe în cabinetul Sturdza și a rămas ministru și în cabinetul Aurelian până la retragerea acestuia.
În a doua formațiune a cabinetului Sturdza, Cantacuzino n'a mai stat decât câteva luni și boala l-a silit să se retragă. (la 1 octombrie 1898)

## Lucrări publicate
- Gestiunea agiului, de G. C. Cantacuzino. (Decembre 1888). Bucuresci (Tip. Carol Göbl), 1888. (17,5 x 11). 88 p. (Publicațiile Clubului Național-Liberal, nr. 1), (I 13111)
- Modificarea tarifului general al vămilor, de G. C. Cantacuzino. (Studiu publicat în Voința Națională) Maiu 1889. Bucuresci (Tip. Carol Göbl), 1889. (19 x 13). 69 p. (Publicațiile Clubului Național-Liberal, nr. 6) (I 105745)
- Noua lege a patentelor, propusă de D-nul G. Cantacuzino, Ministru de Finanțe. Comparație între drepturile ce se vor aplica după noua lege și cele ce se aplică acum în București. București (Tip. Epoca), 1898. (20,5 x 13,5). 27 p. (II 105500)

## In memoriam
În memoria sa, prin subscripție publică, a fost ridicat în 1904 un monument, amplasat în prezent la intrarea în Grădina Icoanei din București.